# Daejeon Hana Citizen
Daejeon Citizen Football Club is een Zuid-Koreaans voetbalclub uit Daejeon. De club werd opgericht in 1997. De thuiswedstrijden worden in het Purple Arena gespeeld, dat plaats biedt aan 41.295 toeschouwers. De clubkleuren zijn geel-zwart. De club speelt sinds 1997 in de K-League.

## Erelijst
Nationaal
- Beker van Zuid-Korea

Winnaar: 2001
- Koreaanse Super Cup

Runner up: 2002
- Hauzen Cup

Runner up: 2004

## Bekende (ex-)spelers
- Kevin Oris
- Karel De Smet
- Cristian Dănălache
- Hwang In-beom